# St. Martin (Döringstadt)

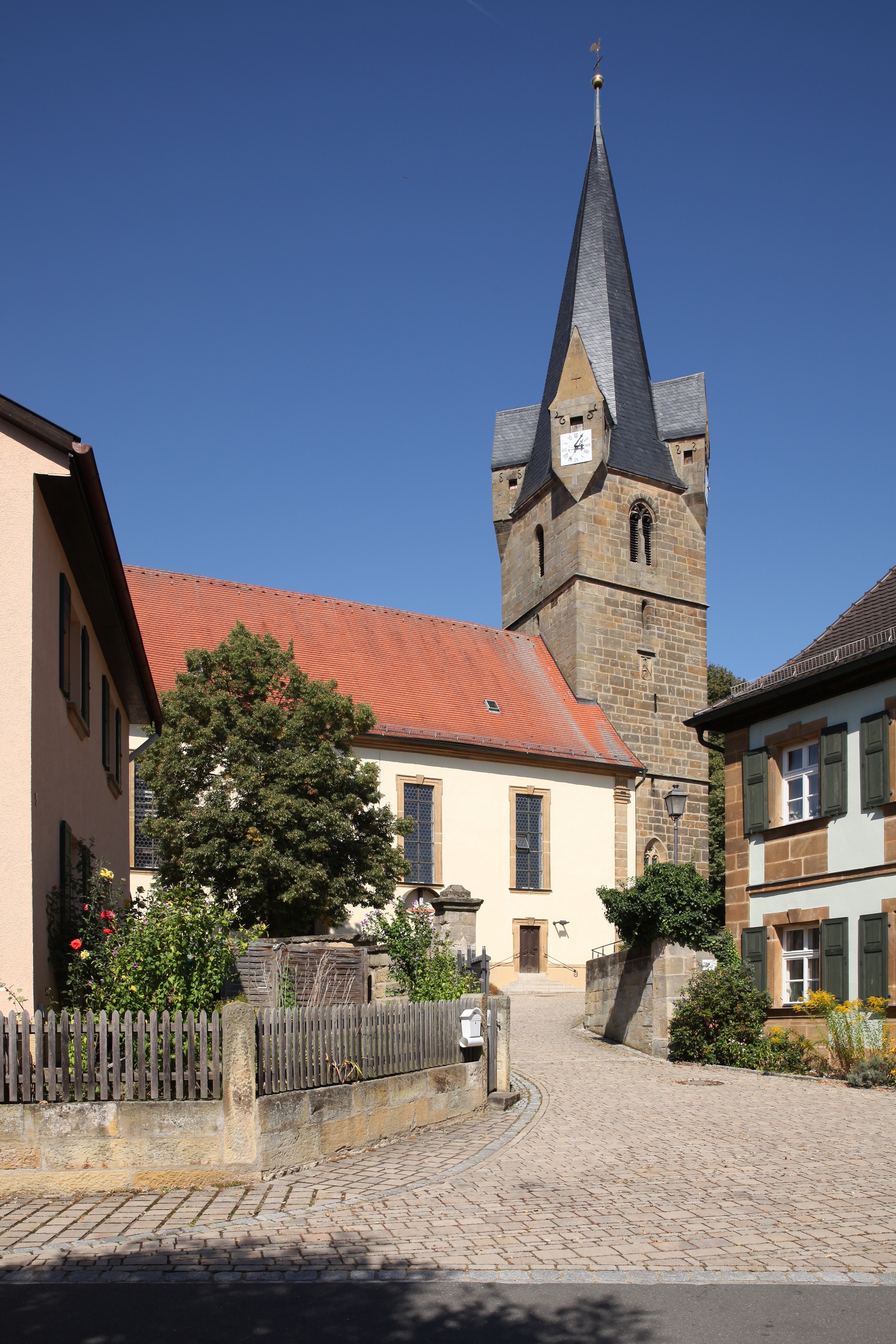
St. Martin in Döringstadt

Die römisch-katholische Pfarrkirche St. Martin in Döringstadt, einem Gemeindeteil des oberfränkischen Marktes Ebensfeld im Landkreis Lichtenfels, geht vermutlich auf eine Kirche aus dem Frühmittelalter mit dem Martinspatrozinium zurück.

## Geschichte
Das Bestehen einer Martinskirche in Döringstadt wird schon für das 8. oder 9. Jahrhundert angenommen. Erstmals urkundlich erwähnt wurde ein Kirchhof in dem Ort im bischöflichen Urbar von 1325/1327. Eine Bauinschrift am Kirchturm belegt den 1412 begonnenen Umbau der bestehenden Kirche zu einer Wehrkirche durch den Ebinger Werkmeister Hans Linwart. 1553 folgte die Brandzerstörung Döringstadts durch die Truppen des Kulmbacher Markgrafen Albrecht Alcibiades. Nach der Wiederherstellung, der Wehrturm war erhalten geblieben, wurde die Kirche für evangelische Gottesdienste genutzt. Im Jahr 1593 wurde Döringstadt wieder katholisch, von der Mutterpfarrei Altenbanz getrennt und eigenständige Pfarrei. Das heutige Langhaus entstand 1715/1716 nach Plänen des Würzburger Hofbaumeisters Joseph Greissing. Die Bauausführung hatte der Maurermeister Hanns Georg Salb aus Seßlach. Die Konsekration war 1719. Im Jahr 1882 ließ die Gemeinde das südliche und östliche Chorfenster vergrößern und den Chorbogen erweitern. 1906 folgte der Einbau einer neuen Tür an der Westseite und das Schließen des nördlichen Eingangs. Renovierungen erfolgten innen im Jahr 1947 und außen 1960 sowie um 2000.:S. 86

## Baubeschreibung

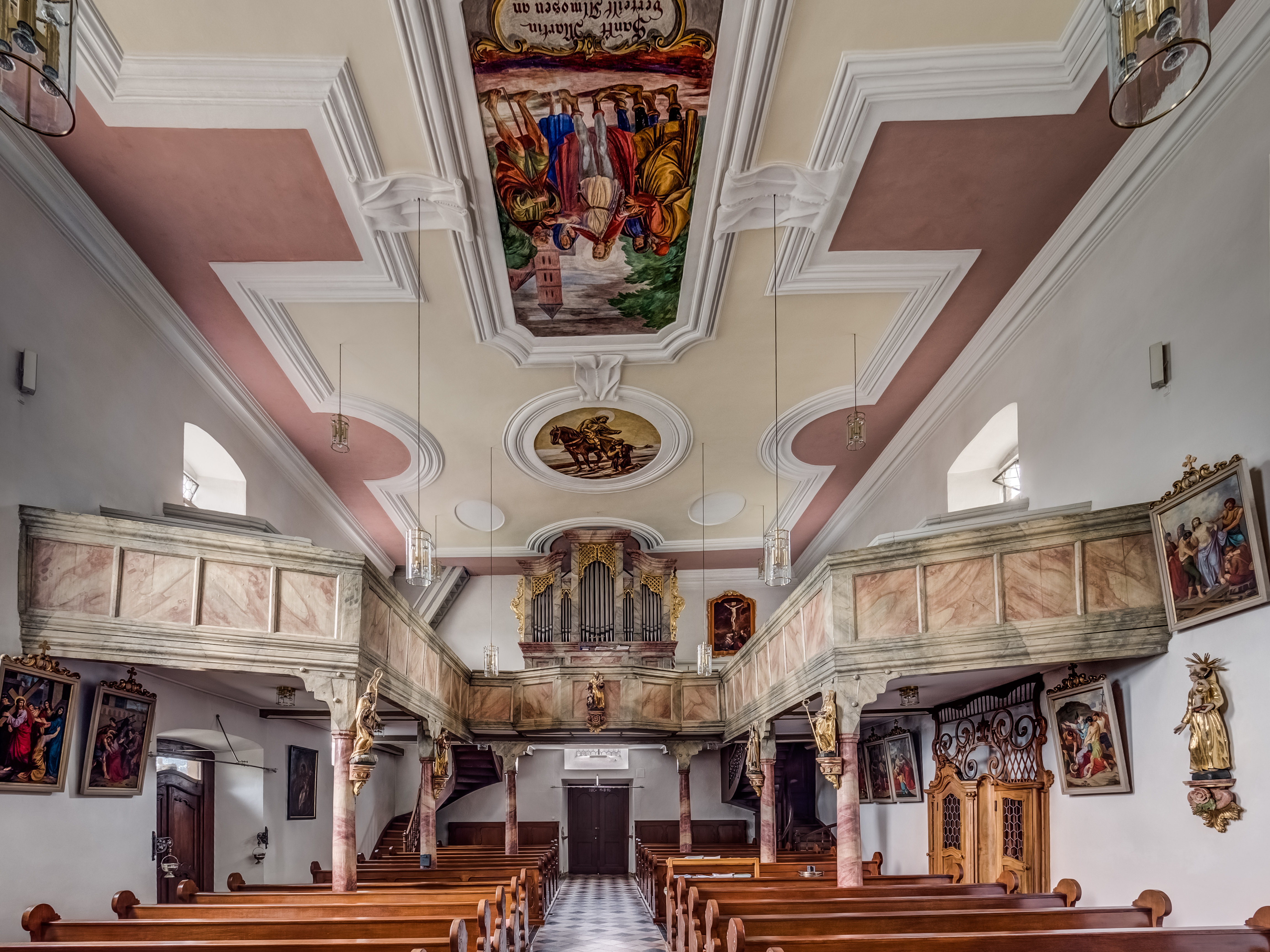
Innenraum

Markant ist der stattliche Chorturm, der aus Sandsteinquadern gemauert ist. Teile des unteren Mauerwerks stammen aus dem Vorgängerbau. In den zwei Obergeschossen sind schlitzförmige Schießscharten vorhanden. Das Glockengeschoss hat spitzbogige Schallfenster. Der achtseitige, verschieferte Spitzhelm ist mit vier massiven Scharwachttürmchen versehen. Im Sockelgeschoss befindet sich der Chor, der von einem Kreuzgewölbe überspannt wird, das aus gekehlten und gefasten Rippen sowie aus einem Schlussstein, der das Haupt Christi darstellt, besteht. Drei Spitzbogenfenster mit Maßwerk sind vorhanden. Ein eingezogener, spitzbogiger Chorbogen mit glatter Laibung öffnet den Chorraum zum Langhaus.
Das Langhaus hat ein ziegelgedecktes Satteldach über einem profilierten Traufgesims. Den Kirchraum überspannt eine flache Putzdecke mit profiliertem Kehlgesims. Die Fassade des vierachsigen Saalbaus besteht aus verputztem Brockenmauerwerk mit Sandsteingliederungen. An den Gebäudeecken befinden sich, leicht abgerückt, toskanische Pilaster. Die jeweils vier rechteckigen Fenster an den beiden Längsseiten und eines an der Westseite haben eine profilierte, geohrte und mit Scheitelstein versehene Rahmung. Sie belichten den Innenraum, der mit einer dreiseitigen, eingeschossigen Holzempore ausgestattet ist.:S. 87